# Ceresium swatensis
Ceresium swatensis är en skalbaggsart som beskrevs av Holzschuh 1974. Ceresium swatensis ingår i släktet Ceresium och familjen långhorningar.
Artens utbredningsområde är Pakistan. Inga underarter finns listade i Catalogue of Life.